# Rink Gletscher
Rink Gletscher är en glaciär i Grönland (Kungariket Danmark).   Den ligger i kommunen Qaasuitsup, i den nordvästra delen av Grönland, 1 400 km norr om huvudstaden Nuuk. Rink Gletscher ligger 23 meter över havet.
Terrängen runt Rink Gletscher är kuperad åt nordost, men åt sydväst är den platt. Havet är nära Rink Gletscher åt sydväst.  Det finns inga samhällen i närheten.